# Sunsoft
Sunsoft  (em japonês: サンソフト; Sansofuto) é uma marca japonesa utilizada no desenvolvimento de jogos para videogame. O início de suas atividades com comércio de videogame foi em 1978.
A Sunsoft em si não é uma empresa, mas sim a marca da fabricante de eletrônicos japonesa Sun Corporation para suas operações de videogames. Sua subsidiária nos Estados Unidos operava sob o nome de Sun Corporation of America. Como no Japão, os jogos ali publicados mostravam um logotipo que dizia apenas Sunsoft.

## História
Em abril de 1971, a Sun Electronics Corporation (chamada alternativamente de Sun Denshi) foi fundada em Kounan, Aichi, como fabricante e fornecedora de equipamentos eletrônicos.
A história desta empresa com videogames começou em outubro de 1978, com dois títulos lançados nos arcades (fliperamas), sendo eles Block Challenger e Block Perfect. A Sun Corporation teve vários sucessos de arcade no início da década de 1980, como Arabian, Ikki e Cangaroo. Na época, os seus jogos para arcade foram lançados sob a nomenclatura Sun Electronics Corporation.
A marca Sunsoft apareceu pela primeira vez no final da década de 1980, quando a Sun Corporation começou a desenvolver jogos e tecnologia originais para o mercado de consoles de videogame domésticos, com ênfase principalmente no Famicom (o NES). A empresa havia se tornado internacional naquela época, podendo garantir as principais licenças disponíveis na ocasião (como Batman e The Addams Family). Na década de 1990, a Sun Corporation of America uniu forças com a Acclaim Entertainment para lidar com os direitos de vendas de anúncios dos videogames da Sunsoft para consoles de videogame. Vários jogos da Sega (incluindo Fantasy Zone, Fantasy Zone II e After Burner) foram portados para consoles da Nintendo pela Sunsoft.
Em 1995, a Sun Corporation of America reestruturou-se fortemente em face de sua falência. Todos os projetos pendentes da empresa foram vendidos para outras companhias ou cancelados.
A Sun Corporation of America acabou ressurgindo com um número escasso de videogames para o PlayStation e Game Boy Color, como Monster Seed. De 1994 a 1998, a Sunsoft acabou aparecendo nos jogos de luta com quatro lançamentos: Sugoi Hebereke (Super Famicom, 1994); Galaxy Fight: Guerreiros Universais (Neo Geo, 1995); Waku Waku 7 (Neo Geo, 1996) e Astra Superstars (arcades baseados no Sega ST-V, 1998). 
Em 14 de setembro de 2006, a Nintendo anunciou que a Sunsoft seria sua parceira no console virtual do Wii. Embora esse relacionamento com a Nintendo demorasse mais de três anos para lançar qualquer jogo, em 4 de dezembro de 2009 a empresa anunciou que estava em parceria com a GaijinWorks para levar Blaster Master ao virtual console da Nintendo por 500 Wii Points. Também em 10 de dezembro de 2009, a Sunsoft adquiriu toda a biblioteca de jogos da Telenet Japan. Em 6 de fevereiro de 2010, a Sunsoft anunciou o jogo Blaster Master: Overdrive para o WiiWare (dois dias antes de seu lançamento). Depois, a empresa lançou Aero the Acro-Bat, Aero the Acro-Bat 2 e Ufouria: The Saga para o console virtual do Nintendo Wii. 